# Eurynome (Göttin)
Eurynome (altgriechisch Εὐρυνόμη Eurynómē) war die Urgottheit der Pelasger, die sie als die „Große Göttin aller Dinge“ verehrten. Ihr Name bedeutet die „Universelle“, die „weithin Geltende“ bzw. die „in-die-Weite-Wandernde“.
Als Protagonistin im pelasgischen Ursprungsmythos herrschte sie schon in vorgriechischer Zeit auf dem Olymp.

## Mythos
Als erste Göttin in der Mythologie der Pelasger entsprang Eurynome nackt dem Ur-Chaos und trennte zuallererst den Himmel von den Wassern. Über das Urmeer tanzend schied sie das Licht von der Dunkelheit. Als sie ziellos über den Urozean wanderte, wurde Boreas, der Nordwind, auf sie aufmerksam und drängte sie, sich mit ihm zu vereinen. Sie rieb ihn zwischen ihren Händen, bis er sich zur Schlange Ophion verdichtete. Nachdem sie sich miteinander vergnügt hatten, nahm Eurynome die Gestalt einer Taube an und legte auf einer kleinen Insel das Weltenei. Im Schlaf zerbrach sie versehentlich die Schale und alles floss heraus: Erde, Sonne und Mond sowie die Planeten. Auf diese Weise hatte Eurynome alle Dinge der Welt „geboren“.
Nach dem Schöpfungsakt regierte sie das Meer, bis sie – so die spätere, griechische Fortsetzung in Lykophrons Alexandra – von der Titanin Rhea besiegt und in den Tartaros gestürzt wurde.